# Michael Søgaard
Michael Skals Søgaard (Sønderborg, 4 de febrero de 1969) es un deportista danés que compitió en bádminton, en las modalidades de dobles y dobles mixto.
Ganó tres medallas de bronce en el Campeonato Mundial de Bádminton entre los años 1997 y 2001, y siete medallas en el Campeonato Europeo de Bádminton entre los años 1994 y 2002.
Participó en dos Juegos Olímpicos de Verano, ocupando el quinto lugar en Atlanta 1996 y el cuarto en Sídney 2000, en la prueba de dobles mixto.

## Palmarés internacional
| Campeonato Mundial | Campeonato Mundial       | Campeonato Mundial | Campeonato Mundial |
| Año                | Lugar                    | Medalla            | Prueba             |
| ------------------ | ------------------------ | ------------------ | ------------------ |
| 1997               | Glasgow (Reino Unido)    | Medalla de bronce  | Dobles mixto       |
| 1999               | Copenhague (Dinamarca)   | Medalla de bronce  | Dobles mixto       |
| 2001               | Sevilla (España)         | Medalla de bronce  | Dobles mixto       |
| Campeonato Europeo |                          |                    |                    |
| Año                | Lugar                    | Medalla            | Prueba             |
| 1994               | Den Bosch (Países Bajos) | Medalla de oro     | Dobles mixto       |
| 1996               | Herning (Dinamarca)      | Medalla de oro     | Dobles mixto       |
| 1996               | Herning (Dinamarca)      | Medalla de plata   | Dobles             |
| 1998               | Sofía (Bulgaria)         | Medalla de oro     | Dobles mixto       |
| 1998               | Sofía (Bulgaria)         | Medalla de bronce  | Dobles             |
| 2000               | Glasgow (Reino Unido)    | Medalla de oro     | Dobles mixto       |
| 2002               | Malmö (Suecia)           | Medalla de bronce  | Dobles mixto       |